# Willy Blume
Willy Blume (* 23. November 1909 in Dortmund; † 28. November 1975 ebenda) war ein deutscher SS-Hauptscharführer und Angehöriger des Kommandanturstab Sachsenhausen.

## Leben
Willy Blume war Sohn eines Bergmanns. Nach dem Besuch der Volksschule betätigte er sich für einige Jahre als Gelegenheitsarbeiter. 1929 stellte ihn ein Verwandter in Danzig in seiner Speditionsfirma ein, wo er eine Ausbildung als Expedient begann.
Zum 1. November 1930 trat er der NSDAP bei (Mitgliedsnummer 370.282). In Stade schloss er sich im Dezember 1931 der SA an. Im November 1933 begab er sich freiwillig in ein Ausbildungslager für SA-Wachmannschaften der KZ Papenburg und Börgermoor. Im Oktober 1934 wurde er in das SS-Wachbataillon „Ostfriesland“ aufgenommen. Wenig später wurde er in das KZ Esterwegen versetzt.
Im Jahre 1936 erfolgte seine Versetzung zum Kommandanturstab des KZ Sachsenhausen, wo er als Arbeitsdienstführer eingesetzt wurde. Im November 1936 wurde er als Schreiber in der Unterkunftsverwaltung des KZ-Kommandaturstab versetzt, wo er bis Ende 1940 blieb. Im April 1941 wurde er in das KZ Groß-Rosen versetzt. Auch dort verrichtete er seinen Dienst in der Verwaltungsabteilung des Kommandanturstabs und beteiligte sich wieder an Misshandlungen.
Im November 1941 erhielt er die Position eines Hilfsrechnungsführers in der Besoldungsstele der Waffen-SS in Dachau. Im April 1943 berief ihn die SS zur 13. SS-Gebirgsdivision ein. Mit der Einheit wurde Blume im Februar 1944 in Jugoslawien eingesetzt. Im Zuge der Kampfhandlungen wurde Blume schwer verwundet.
Ende 1945 stellte sich Blume den britischen Militärbehörden und wurde in das Internierungslager Neuengamme gebracht. Dort wurde im Juli 1948 auf Betreiben der Staatsanwaltschaft Aurich verhaftet und wegen Verbrechen in Sachsenhausen angeklagt. Im Juni 1949 wurde er wegen Verbrechen gegen die Menschlichkeit in Tateinheit mit Körperverletzung, zu acht Jahren Zuchthaus und Aberkennung der bürgerlichen Ehrenrechte. Im Juli 1950 wurde er aus der Strafanstalt Celle entlassen. In einem weiteren Prozess wurde Blume 1967 aus Mangel an Beweisen freigesprochen. Bis zu seinem Tod 1975 lebte Blume in Dortmund.